# Mariano L. Álvarez
Mariano L. Álvarez fue un abogado y político peruano. 
En los años 1900 estudió en la facultad de jurisprudencia de la Universidad Nacional de San Antonio Abad del Cusco. Fue elegido diputado suplente por Canchis en 1907 y en 1913 hasta 1918 durante los gobiernos de Guillermo Billinghurst, Oscar R. Benavides y José Pardo y Barreda. En 1919, cuando el presidente Augusto B. Leguía dio inicio a su oncenio, fue elegido diputado por la provincia de Canchis para la Asamblea Nacional de ese año que tuvo por objeto emitir una nueva constitución, la Constitución de 1920. Luego se mantuvo como diputado ordinario hasta 1924, reeligiéndose ese año y en 1929 hasta 1930 durante todo el Oncenio de Leguía.

### Homenajes aAlejandro Velasco Astete[8]
Durante su gestión, luego del vuelo realizado por Alejandro Velasco Astete entre Lima y Cusco, la Cámara de Diputados en su 22° sesión del martes 1 de setiembre de 1925, aprueba una moción presentada por los diputados cusqueños José Ángel Escalante, Mariano N. García, Manuel S. Frisancho, Mariano L. Álvarez, Julio Alonso Cáceres y Washington Ugarte, en el cual manifiestan:

“La Cámara de Diputados con motivo del raid Lima – Cusco, llevado a feliz término por el aviador militar cusqueño subteniente Alejandro Velasco Astete, expresa un voto de aplauso al señor Ministro de Guerra por el progreso y eficiencia de la escuela de aviación, que acaba de evidenciarse con la extraordinaria hazaña del aviador Velasco, en forma que satisface las expectativas patrióticas del país”

Igualmente, se acuerda el pedido de Manuel  S. Frisancho, para enviar un cablegrama de felicitación para el aviador Alejandro Velasco Astete, a través de la Municipalidad del Cusco. Pero, el júbilo por tal hazaña dura poco tiempo. El 28 de septiembre, Alejandro Velasco Astete vuela de Cusco a Puno falleciendo en el aterrizaje debido a que la multitud impidió que pisara tierra y al tratar de elevar nuevamente la máquina una de sus alas choca con un muro de tierra, estrellándose contra un paredón provocando su muerte instantánea.
Al conocerse la noticia del trágico accidente, los diputados Manuel Frisancho, Mariano N. García y Mariano L. Álvarez, presentan el 30 de setiembre de 1925, el Proyecto de Ley N° 127 en el que solicitan consignarse en el Presupuesto General de la República, para el año de 1926, una partida destinada a la erección de un monumento en la ciudad del Cusco, que inmortalice la memoria del aviador Alejandro Velásco Astete. El Diputado Mariano N. García, al fundamentar la proposición manifestó:

“La Patria para con sus hijos que se han distinguido en levantar más su nombre para con aquellos que han consagrado sus días a acrecentar más su potencialidad y su defensa, se ha manifestado siempre no solo generosa sino justiciera y reconocida, otorgando en forma concreta y efectiva, grandes premios a los servicios prestados al país. Ella sabe perfectamente que sus hijos son los que marcan y hacen subir en el termómetro del progreso un elevado grado de grandeza y de prestigio nacional efectivo (…) creo, señor, que la Cámara por su parte, debe hacer algo para honrar la memoria del intrépido aviador cusqueño, como recompensa del gran raid que realizó con todo éxito entre Lima y el Cusco; del intrépido aviador que por un accidente fatal ha dejado de existir en Puno”

.